# Лихачёв, Борис Сергеевич (историк кино)
Бори́с Серге́евич Лихачёв (8 ноября 1898, Берген — 17 декабря 1934, Ленинград) — советский историк кино, актёр, режиссёр, театральный деятель, один из пионеров советского киноведения. 

## Биография
Родился в Бергене в дворянской семье, отец — инженер путей сообщения. С детства был близок к артистическим кругам (дядя — актёр Александринского театра), участвовал в домашних спектаклях. В 1918 году поступил в Петроградский университет, но не окончил его. Одновременно учился в Школе русской драмы Управления Петроградскими академическими театрами, которую окончил в 1919 году.
В 1919—1920 годах — актёр Александринского театра, играл во втором составе, участвовал в гастрольных поездках. Исполнял главные роли в драматическом коллективе «Новорас» под руководством А. И. Нежданова.
В 1920 году служил во 2 стрелковом полку Красной армии, руководил армейской самодеятельностью. Затем был назначен главным режиссёром Политического управления Петроградского военного округа.
В 1921—1922 годах — режиссёр, актёр театра Дома культуры Северо-Западных железных дорог. В 1922 году играл в фабрично-заводском театре «Гознак», в 1922—1923 годах — в театре «Вольная комедия». В 1923 году принимал участие в организации театральной мастерской «Ваятели масок».
В 1923—1926 годах возглавлял коллективы Ленинградского посреднического бюро по найму и распределению (трудоустройству) актёров и других театральных работников (Посредрабиса) в Рыбинске, Петрозаводске, Тихвине и других городах.
В 1927 году организовал театр — Ленинградской ансамбль работников сцены «ЛАРС». Ставил спектакли в Еврейском рабочем клубе, в клубе Института металлов. Читал лекции по истории драматургии в Финско-карельском техникуме. Являлся членом художественного совета Общества камерной музыки, составлял музыкальные монтажи.
10 июня 1927 года был зачислен в Государственный институт истории искусств (ГИИИ) как сверхштатный лаборант, в 1928—1930 годах — заведующий Кинокабинетом и кинолабораторией, научный сотрудник I разряда по отделению истории и теории театра. В созданном Лихачёвым Кинокабинете ГИИИ была сосредоточена крупнейшая в СССР кинобиблиотека, обширная картотека и коллекция материалов по истории кино, насчитывавшая около 10 000 единиц. С 1927 года — преподаватель и заместитель декана Высших государственных курсов искусствоведения при ГИИИ, читал курс лекций по истории отечественного и зарубежного кино. В мае 1928 года в ГИИИ защитил диссертацию на соискание учёного звания по истории русской дореволюционной кинематографии, Лихачёву было присуждено звание научного сотрудника. Является одним из первых историков отечественного кино.
Параллельно занимался театральной деятельностью, в 1928 году организовал Историко-революционный театр. Вёл сценарный кружок при кинофабрике «Белгоскино».
В июле 1930 года постановлением Подкомиссии по чистке был снят с должности заведующего Кинокабинетом, перешёл на работу в Государственное объединение музыкальных, эстрадных и цирковых предприятий (ГОМЭЦ) Наркомпроса РСФСР. 
В 1931—1934 годах играл в театре под руководством Е. И. Тиме. В 1933 году Ленсоветом был назначен районным режиссёром по проведению массовых торжеств. В 1933—1934 годах года читал курс лекций по истории кино в Лаборатории научно-прикладной фотографии и кинематографии (ЛАФОКИ) Академии наук СССР.
Автор книги «Кино в России (1896—1926)»  — первой отечественной монографии по истории русского кино. В 1933 году в Праге был издан перевод на чешский язык первого тома книги Лихачёва. Второй том монографии был опубликован посмертно в 1960 году. Автор пьес «Последние дни Николая II», «Гапон».
В последние годы жизни работал над книгами «Русский быт и нравы (иконография русской жизни)», «Политические убийства в XIX веке», «Русская история в иллюстрациях», «Всемирная история в иллюстрациях», которые остались незаконченными. 
Умер 17 декабря 1934 года в Ленинграде от туберкулёза.

## Творчество

### Режиссёр
Театр Дома культуры Северо-Западных железных дорог
- 1921—1922 — «Волчьи души» («Кража») Джека Лондона
- 1921—1922 — «Граф де Ризоор» Викторьена Сарду
- 1921—1922 — «Мысль» Леонида Андреева
- 1921—1922 — «На дне» Максима Горького
- 1921—1922 — «Потоп» Хеннинга Бергера
- 1921—1922 — «Севильский цирюльник» Джоаккино Россини
- 1921—1922 — «Ученик дьявола» Джорджа Бернарда Шоу
- 1921—1922 — «Шут Тантрис» Эрнста Гардта

Театр «ЛАРС»
- 1927 — «Человек с портфелем» Алексея Файко

Ленинградский историко-революционный театр
- 1928 — «Расплюевщина» по мотивам трилогии Александра Сухова-Кобылина

### Актёр
Александринский театр
- 1919—1920 — «Заговор Фиесков Генуе» Фридриха Шиллера — Марс
- 1919—1920 — «Тот, кто получает пощечины» Леонида Андреева — Господин

Театр «Вольная комедия»
- 1922 — «Бедный Йорик» Мануэля Тамайо-и-Бауса — Эдмунд
- 1922 — «Ню» Осипа Дымова — Муж
- 1922 — «Сошествие Ганса в ад» Пауля Апеля — Прокурор
- 1922 — «Страсть» Ханса Мюллера — Герберт
- 1922 — «Человек ночи» — Вильям Хельдер
- 1923 — «Виктория» по роману Кнута Гамсуна — Отто
- 1923 — «Консул Гранат» Давида Айзмана — Сант-Яго
- 1923 — «Портрет Дориана Грея» по Оскару Уайльду — Бэзиль

Театр «ЛАРС»
- 1927 — «Человек с портфелем» Алексея Файко — Гранатов